# Martine Faure
Pour les articles homonymes, voir Faure.
Martine Faure est une femme politique française, née le 30 septembre 1948 à Langon (Gironde), élue députée de la neuvième circonscription de la Gironde en 2007 puis de la douzième circonscription en 2012.

## Carrière professionnelle
Martine Faure a grandi à Aillas dans une famille d'agriculteurs. Pensionnaire au lycée de Bazas, elle poursuit ses études à la faculté de lettres de Bordeaux entre 1966 et1968. 
En 1969, elle passe le concours d'institutrice. Après cinq années dans divers collèges et écoles, Martine Faure est affectée en 1974 à l'école de Coimères en Gironde. Elle y restera trente années, avant de prendre sa retraite de l'enseignement en 2003.

## Parcours politique
Martine Faure est conseillère municipale d'Aillas. À trente-cinq ans, elle devient conseillère municipale de la ville de Langon. Adjointe au maire (1983), elle travaille dans le domaine culturel pendant près de neuf ans. En 1998, elle est élue conseillère générale du canton d’Auros. Elle crée la Communauté de communes du Pays d'Auros dont elle assure la présidence. 
Martine Faure est vice-présidente du Conseil Général de la Gironde, tout particulièrement chargée de la culture, de l'environnement et de la dynamique associative jusqu'en 2008.
Elle est élue députée le 17 juin 2007 pour la XIIIe législature (2007-2012), dans la 9e circonscription de Gironde face au député sortant Philippe Dubourg. Elle fait partie du groupe Socialiste, radical et citoyen. 
Elle est réélue députée le 17 juin 2012 sur la 12e circonscription de la Gironde (circonscription née du redécoupage des circonscriptions législatives françaises de 2010), dans l'Entre-Deux-Mers.

## Mandats en cours
- Membre du conseil municipal d'Aillas, Gironde (668 habitants)

## Anciens mandats
- 2001 à 2008 : conseillère municipale d'Aillas (Gironde)
- 1998 à 2008 : vice-présidente du conseil général de Gironde
- 2001 à 2008 : présidente de la communauté de communes du Pays d'Auros
- 20 juin 2012 - 20 juin 2017: députée de la Gironde (12e circonscription)